# Лалла Асма
Лалла Асма (араб. للا أسماء‎; род. 29 сентября 1965, Рабат) — марокканская принцесса, младшая сестра короля Мухаммеда VI.

## Биография
Лалла Асма родилась 29 сентября 1965 года в семье короля Хасана II и его супруги Лалла Латифы Хамму, она стала третьим ребёнком и второй дочерью королевской четы.
Получила образование на родине, закончив Королевский колледж (Рабат).
Принцесса Лалла Асма возглавляет Фонд помощи глухим детям и молодежи, который помогает этой категории граждан получить медицинское оборудование, а также помощь в адаптации в коллективе и получении образования. Весной 2020 года Фонд внёс 200 000 дирхамов в Специальный фонд, который был основан для борьбы с пандемией COVID-19.